# Włoski dla początkujących
Włoski dla początkujących (duń. Italiensk for begyndere) – duńsko-szwedzki komediodramat z 2000 roku w reżyserii Lone Scherfig. Nakręcony zgodnie z zasadami manifestu Dogma 95 wyróżniony został m.in. Nagrodą Publiczności na Warszawskim Festiwalu Filmowym. Zdjęcia powstały w Danii (Hvidovre, Avedøre) oraz w Wenecji.

## Opis fabuły
Sześcioro trzydziestolatków borykających się z rozmaitymi życiowymi problemami - m.in. bólem po utracie bliskiej osoby, kłopotami po zwolnieniu z pracy czy też chorobliwą nieśmiałością - spotyka się na organizowanym w ośrodku kultury w małym duńskim miasteczku kursie języka włoskiego. Stopniowo wywiązują się między nimi relacje, które z czasem diametralnie odmieniają ich życie.

## Obsada
- Anders W. Berthelsen jako Andreas
- Anette Støvelbæk jako Olympia
- Ann Eleonora Jørgensen jako Karen
- Peter Gantzler jako Jørgen
- Lars Kaalund jako Hal-Finn
- Sara Indrio Jensen jako Giulia

## Nagrody
Film uzyskał 12 nominacji do Robertów, najważniejszych duńskich nagród filmowych. Ostatecznie otrzymał 3 statuetki: za najlepszy scenariusz oraz dla najlepszego aktora drugoplanowego (Peter Gantzler) i aktorki drugoplanowej (Ann Eleonora Jørgensen). Otrzymał też Srebrnego Niedźwiedzia na 51. MFF w Berlinie i Nagrodę Publiczności w Warszawie. Ponadto był nominowany - w dwóch kategoriach - do Europejskiej Nagrody Filmowej, a także do nagród Goya i Guldbagge.